# Gjelosh Lulashi
Gjelosh Lulashi (* 2. September 1925 in Shosh im Dukagjin; † 4. März 1946 in Shkodra) war ein christlicher Gläubiger, der im atheistischen Albanien des Enver-Hoxha-Regimes verhaftet und erschossen wurde. Er gehört zu den Achtunddreißig Märtyrern von Albanien.

## Leben
Gjelosh Lulashi wurde als Sohn des Bajraktar von Shosh, des Stammesführers, geboren. Seine Familie galt als großmütig und tapfer und war für ihre Vaterlandsliebe bekannt. Gjelosh Lulashi schlug die Offizierslaufbahn ein. Als Offizier war er im Krankenhaus in Shkodra tätig, wo er Kontakt zu einigen Seminaristen bekam. Im Zuge der Ermittlungen gegen die sogenannte „Albanische Union“ wurden im November und Dezember 1945 insgesamt 38 Personen von der Staatssicherheit festgenommen, darunter Gjelosh Lulashi. Im Kino Rozafa wurden am 22. Februar 1946 acht Todesurteile verlesen, unter den Verurteilten war auch Gjelosh Lulashi. Am 4. März wurden die Verurteilten um 5 Uhr morgens mit einem Militärfahrzeug aus dem Gefängnis abtransportiert und auf die Müllhalde hinter dem katholischen Friedhof von Ramaj bei Shkodra gebracht. Dort mussten sich die acht Männer an den Händen halten, sie wurden von acht Bewaffneten unter den Augen der Aufseher erschossen. Die Leichen blieben aufeinander liegen, wohl als Abschreckung für die Bevölkerung. In der nächsten Nacht wurden sie in einem Massengrab verscharrt. Die acht Erschossenen waren die Priester P. Giovanni Fausti SJ, P. Daniel Dajani SJ, P. Gjon Shllaku OFM sowie die Seminaristen Mark Cuni und Gjergj Bici, außerdem als Laien neben Gjelosh Lulashi noch Qerim Sadiku und Gjon Vata. (Nach anderer Quelle wurde von den acht Verurteilten Gjergj Bici zunächst begnadigt und freigelassen, später kam er erneut bis an sein Lebensende in Haft; hingegen zählte Fran Miraka zu den am 4. März Erschossenen.)

## Engagement in der Albanischen Union
Einer der Dozenten des Päpstlichen Priesterseminars in Shkodra, P. Gjon Shllaku OFM, hatte über den ersten Sekretär der Kommunistischen Partei in Shkodra, Tuk Jakova, ein satirisches Gedicht geschrieben, das er den Seminaristen vorlas. Ein Seminarist machte den Vorschlag, den Text zu drucken und als Traktat zu verbreiten, was in der ersten Hälfte des Jahres 1945 geschah. Die beiden Seminaristen Mark Cuni und Gjergj Bici kamen auf die Idee, angesichts der für Dezember anstehenden Wahlen weitere Traktate zu drucken, in denen sie vor Scheinwahlen warnten. Ihre Widerstandsgruppe fungierte als „Albanische Union“. Diese gegen weltliches und kirchliches Recht verstoßende Aktivität hielten sie vor der Leitung des Priesterseminars geheim, wie zum Beispiel P. Giovanni Fausti später im Verfahren erklärte. Wie berechtigt das Ansinnen der Gruppe war, vor Scheinwahlen zu warnen, zeigte sich im Dezember: Ein später inhaftierter Vertreter der Kommunistischen Partei räumte ein, dass die Zettel mit den Gegenstimmen in die Urnen der Pro-Stimmen (für die Demokratische Front) gekippt wurden.

## Seligsprechung
Die Seligsprechung von Gjelosh Lulashi und 37 weiteren Märtyrern fand am 5. November 2016 in Shkodra statt. Der Präfekt der Kongregation für die Selig- und Heiligsprechungsprozesse, Kardinal Angelo Amato, leitete im Auftrag von Papst Franziskus die Feierlichkeiten.